# Thomas Derrick

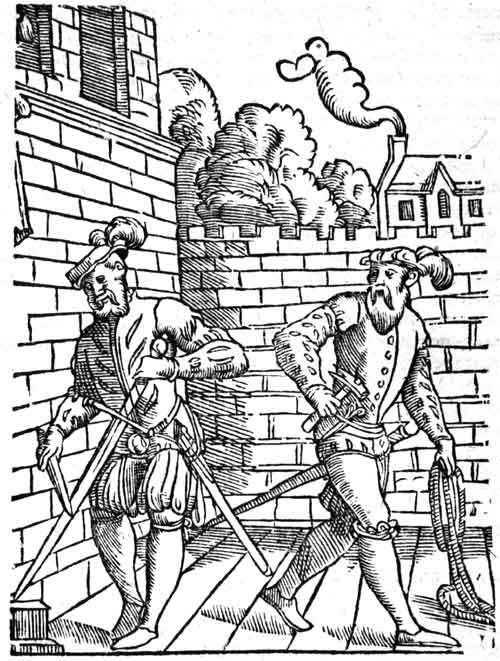
Călău care face pregătirile pentru executare la moarte

Thomas Derrick a fost un călău notabil englez din Epoca Elisabetană. În istoria engleză, călăul nu era o carieră aleasă în mod obișnuit datorită riscurilor la care se expuneau din cauza prietenilor și familiilor celor decedați care voiau să știe cine a fost călăul și unde să-l găsească. Călăii uneori erau forțați să aleagă această profesie. Derrick, în special, a fost condamnat pentru viol, dar a fost iertat de contele de Essex (care l-a iertat de pedeapsa cu moartea), cu condiția ca el să devină un călău la Tyburn.

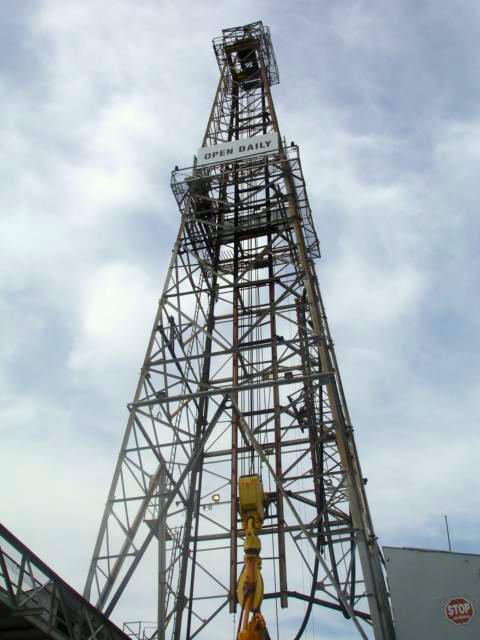
Derrick of Ocean Star Offshore Oil Rig & Museum, Galveston, Texas

Derrick a executat mai mult de 3.000 de oameni în cariera sa, inclusiv, în mod ironic, pe contele de Essex, în 1601. Derrick a conceput un fel de lift cu scripeți în loc de frânghia care se folosea în mod normal.
În mod corespunzător, cuvântul Derrick  a devenit un eponim pentru un dispozitiv de ridicare compus dintr-un catarg sau pol care este articulat în mod liber în partea de jos.